# Шихта для коксування
Шихта для коксування — суміш вугілля різних марок в різних співвідношеннях, які забезпечують можливість одержання кондиційного коксу.
При складанні шихти враховують специфічні властивості вугілля окремих технологічних марок:
- — вугілля марки Г (газове) характеризується невеликою товщиною пластичного шару, високим виходом летких речовин і підвищеною усадкою. Кокс з газового вугілля має високу реакційну здатність, присутність його в шихті підсилює усадку «коксового пирога» і полегшує видачу його з печі, а також збільшує вихід газу і хімічних продуктів коксування;
- — вугілля марки Ж (жирне) є головним компонентом шихти, тому що забезпечує добру спікливість і додає коксу міцності. Однак при їх підвищеному вмісті кокс виходить тріщинуватий і дрібногрудковий. Жирне вугілля сприяє підвищеному виходу смоли, бензолу і газу;
- — вугілля марки К (коксівне) придає коксу необхідну механічну міцність і однорідність за крупністю грудок;
- — вугілля марки ПС (піснувате спікливе) знижує усадку, в результаті чого зменшується тріщинуватість коксу, а крупність його підвищується, зростає стираність коксу, зменшується вихід газу і хімічних продуктів.

У процесі підготовки шихти до коксування вугілля збагачують для зниження їх зольності до 5 — 7 %, а потім дроблять і розсівають для одержання однорідної суміші крупністю 90 — 95 % класу — 3 мм.